# هال ماكنتاير
هال ماكنتاير (بالإنجليزية: Hal McIntyre)‏ هو قائد فرقة ‏ وعازف جاز أمريكي، ولد في 29 نوفمبر 1914 في كرومويل في الولايات المتحدة، وتوفي في 5 مايو 1959 في لوس أنجلوس في الولايات المتحدة.

## وصلات خارجية
- هال ماكنتاير على موقع IMDb (الإنجليزية)
- هال ماكنتاير على موقع ميوزك برينز (الإنجليزية)
- هال ماكنتاير على موقع أول ميوزيك (الإنجليزية)
- هال ماكنتاير على موقع ديسكوغز (الإنجليزية)